# Dystrykt Sarbo
Dystrykt Sarbo – dystrykt w hrabstwie River Gee, we wschodniej części Liberii. 
Położony jest 370 km na wschód od stolicy kraju – Monrovii, oddalony 34 km od siedziby administracyjnej hrabstwa River Gee, miasta Fish Town. Dystrykt znajduje się na granicy z Wybrzeżem Kości Słoniowej. 

## Demografia
Według spisu ludności z 2008 roku jednostka liczyła sobie 5 159 mieszkańców. Natomiast według spisu ludności przeprowadzonego w 2022 roku, dystrykt ma populację liczącą 7 494 mieszkańców, co czyni go ósmym co do wielkości zaludnienia dystryktem w hrabstwie.
Dane z 2008:
| Opis      | Ogółem | Ogółem | Mężczyźni | Mężczyźni | Kobiety | Kobiety |
| --------- | ------ | ------ | --------- | --------- | ------- | ------- |
| Jednostka | osób   | %      | osób      | %         | osób    | %       |
| Populacja | 5 159  | 100    | 2 664     | 52        | 2 495   | 48      |

Dane z 2022:
| Opis      | Ogółem | Ogółem | Mężczyźni | Mężczyźni | Kobiety | Kobiety |
| --------- | ------ | ------ | --------- | --------- | ------- | ------- |
| Jednostka | osób   | %      | osób      | %         | osób    | %       |
| Populacja | 7 494  | 100    | 3 902     | 52,1      | 3 592   | 48,9    |

## Sąsiednie dystrykty
Glaro, Nyorker, Potupo, Tuobo